# Рустик Фьезольский
Рустик (лат. Rusticus, итал. Rustico) — католический церковный деятель VI века. Предположительно, происходил из знатной римской семьи, возможно, племянник римского папы Вигилия.
Был избран епископом Фьезоле, также являлся кардиналом-дьяконом Святого Престола. Был послан папой Вигилием в Константинополь. Выступил против папы из-за отказа последнего осудить Три главы и был лишён титула. Впоследствии вернулся в лоно церкви.